# Fabienne Djitli
Fabienne Djitli, née le 13 janvier 1972,, est une joueuse de handball française.

## Biographie
Elle quitte l'ASPTT Metz en 1997 après notamment quatre titres de championne de France.
Elle rejoint Angoulême où elle passe cinq saisons avant s'engager avec le PEC Poitiers en 2002.

## Palmarès

### En club
compétitions nationales
- championne de France en 1993, 1994, 1995, 1996 et 1997 (avec ASPTT Metz)
- vainqueur de la coupe de France en 1994[6] (avec ASPTT Metz)
- finaliste de la coupe de France en 1992 et 1993[7] (avec ASPTT Metz)